# Oekraïense kampioenschappen schaatsen allround
De Oekraïense allroundkampioenschappen schaatsen worden sinds 1992 onregelmatig georganiseerd. Alle edities vonden plaats op de IJsbaan van Kiev.

## Mannen
| Jaar | Plaats | Goud             | Zilver            | Brons                |
| ---- | ------ | ---------------- | ----------------- | -------------------- |
| 1992 | Kiev   | Jurij Jakovenko  | Andrej Gutovskij  | Sergej Priz          |
| 1993 | Kiev   | Joeri Sjoelga    | Boris Oevarov     | Sergej Priz          |
| 1995 | Kiev   | Andrej Gutovskij | Boris Oevarov     | Sergej Priz          |
| 1996 | Kiev   | Boris Oevarov    | Sergej Priz       | Andrej Fomin         |
| 1999 | Kiev   | Andrej Fomin     | Sergej Belinskij  | Oleg Gristsjenko     |
| 2000 | Kiev   | Andrej Fomin     | Oleg Gristsjenko  | Aleksej Gontsjarenko |
| 2004 | Kiev   | Maksim Pedos     | Andrej Bartetskij | Igor Dzjuba          |

## Vrouwen
| Jaar | Plaats | Goud             | Zilver                  | Brons                   |
| ---- | ------ | ---------------- | ----------------------- | ----------------------- |
| 1992 | Kiev   | Lesja Belozub    | Valentina Kutsjerjavaja | Tatjana Starodub        |
| 1993 | Kiev   | Natalja Gavrjusj | Inna Demidenko          | Valentina Kutsjerjavaja |
| 1995 | Kiev   | Natalja Gavrjusj | Natalja Pedos           | Natalja Tisjkova        |
| 1996 | Kiev   | Anzjelika Sjener | Inna Demidenko          | Natalja Oevarova        |
| 1999 | Kiev   | Olena Mjagkych   | Marija Zjidkova         | Svetlana Piliptsjuk     |
| 2000 | Kiev   | Olena Mjagkych   | Tatjana Jakovenko       | Anzjelika Sjener        |
| 2004 | Kiev   | Olena Mjagkych   | Jana Tsybenko           | Veronika Sidorenko      |

 Argentinië · 
 België · 
 Bohemen · 
 Canada · 
 China · 
 DDR · 
 Duitsland (mannen) - (vrouwen) · 
 Estland · 
 Finland · 
 Frankrijk · 
 Hongarije · 
 IJsland · 
 Italië · 
 Japan · 
 Kazachstan · 
 Mongolië · 
 Nederland (mannen) - (vrouwen) · 
 Nieuw-Zeeland ·
 Noorwegen (mannen) - (vrouwen) · 
 Oekraïne · 
 Oostenrijk · 
 Polen · 
 Roemenië · 
 Rusland · 
 Tsjechië · 
 Verenigde Staten · 
 Wit-Rusland · 
 Zuid-Korea · 
 Zweden · 
 Zwitserland